# Dacus pleuralis
Dacus pleuralis är en tvåvingeart som beskrevs av Collart 1935. Dacus pleuralis ingår i släktet Dacus och familjen borrflugor. Inga underarter finns listade i Catalogue of Life.